# Олимпийски стадион (Атина)
Олимпийският стадион ,,Спирос Луис" (на гръцки: Ολυμπιακό Στάδιο Αθηνών "Σπύρος Λούης") се намира в местността Маруси в Атина. Той е част от Атинския олимпийски спортен комплекс и е кръстен на първия съвременен златен медалист от олимпийски маратон през 1896 г. – Спирос Луис. Това е основният стадион в гръцката столица и е домакин на всички лекоатлетически и футболни събития, както и на Олимпийските игри през 2004 година. Стадионът може да побере публика до 75 000 души. Тревната площ се състои от трева в модулни контейнери със системи за напояване и отводняване.
Стадионът е проектиран още през 1979 година, а е строен 1980–1982, като е завършен точно навреме, за да бъде домакин на Европейското първенство по лека атлетика. Открит е от тогавашния президент на Гърция – Константинос Караманлис на 8 септември 1982 г. Оттогава стадионът е бил домакин на много спортни събития като Средиземноморските игри през 1991 г. и Световното първенство по лека атлетика през 1997 година. След провала на Атина да спечели домакинството на летните олимпийски игри през 1996 година, стадионът е реновиран, като е построен и покрив, проектиран от Сантяго Калатрава. Реновираният стадион е открит официално на 30 юли 2004 г. за Олимпийските игри същата година. В различни периоди от време стадионът е използван от трите най-големи клубове на Атина: Пирея Олимпиакос, Панатинайкос и АЕК Атина.
Освен за спортни събития, стадионът се използва и за културни. На него са се състояли концертите на Тина Търнър, Ролинг Стоунс, Мадона, Майкъл Джексън и още много други световни звезди.

## Галерия
- Олимпийски огън по време на откриващата церемония на Летни олимпийски игри 2004
- Панатинайкос – Интер
- Олимпийската покрита зала